# Hans Klocker
Hans Klocker (Gais, 1450 circa – Bressanone, 1500 circa) è stato uno scultore austriaco, tra i più rappresentativi della scultura tardogotica tedesca in area altoatesina..

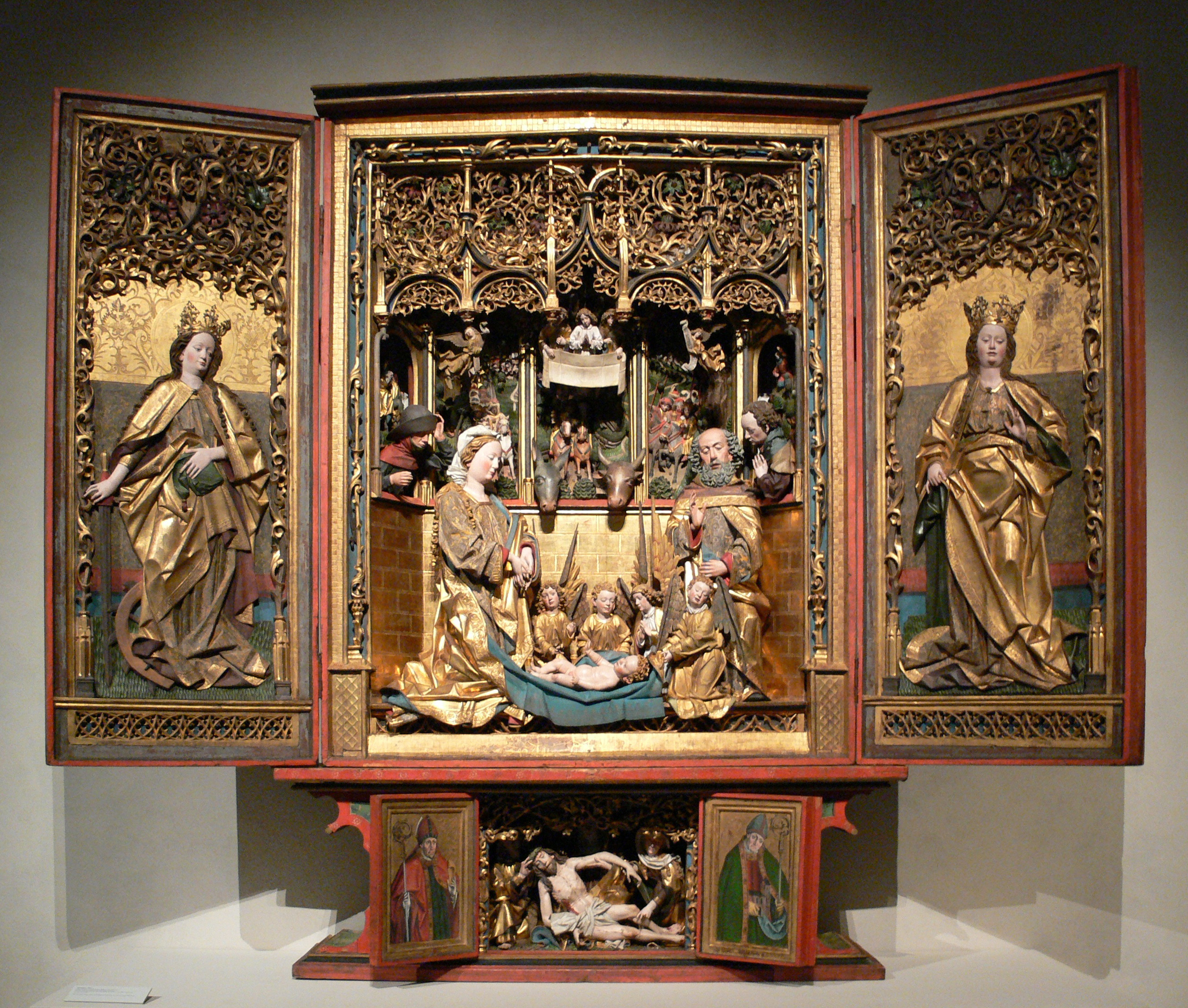
L'Altare di Termeno.

Klocker visse nella seconda metà del XV secolo a Bressanone e la sua attività si concentra negli ultimi due decenni del Quattrocento. Risulta quindi contemporaneo al più famoso Michael Pacher. Si ipotizza la sua nascita nel sesto decennio del XV secolo, probabilmente nei pressi di Bressanone. Incerto è anche l'ambiente dove avvenne la sua formazione, forse in Svevia oppure nella vicina Vipiteno, dove a quel tempo transitavano molti artisti provenienti dalla Germania e diretti verso l'Italia.

## Biografia

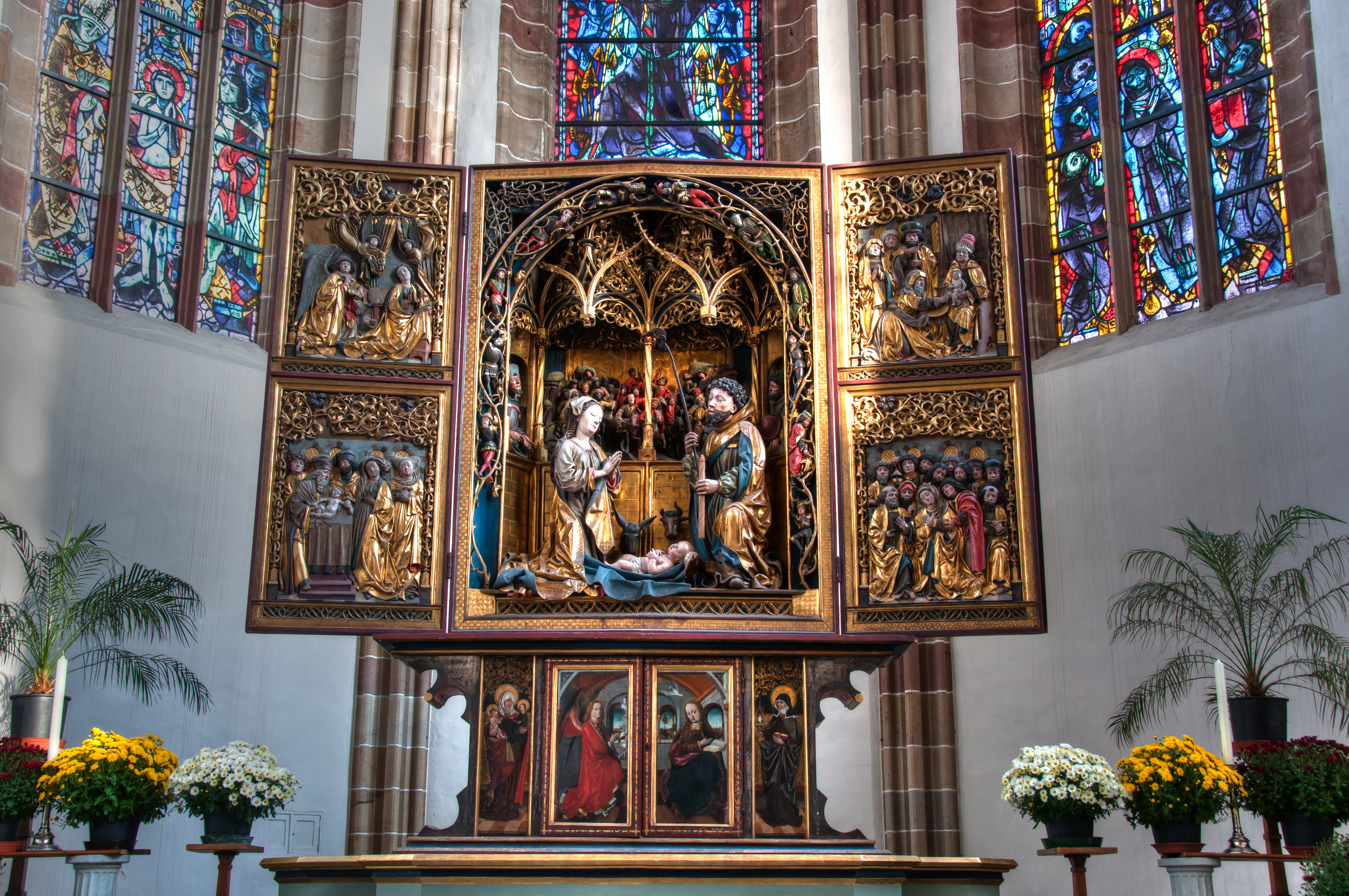
LAltare della Natività nella Chiesa dei Francescani di Bolzano.

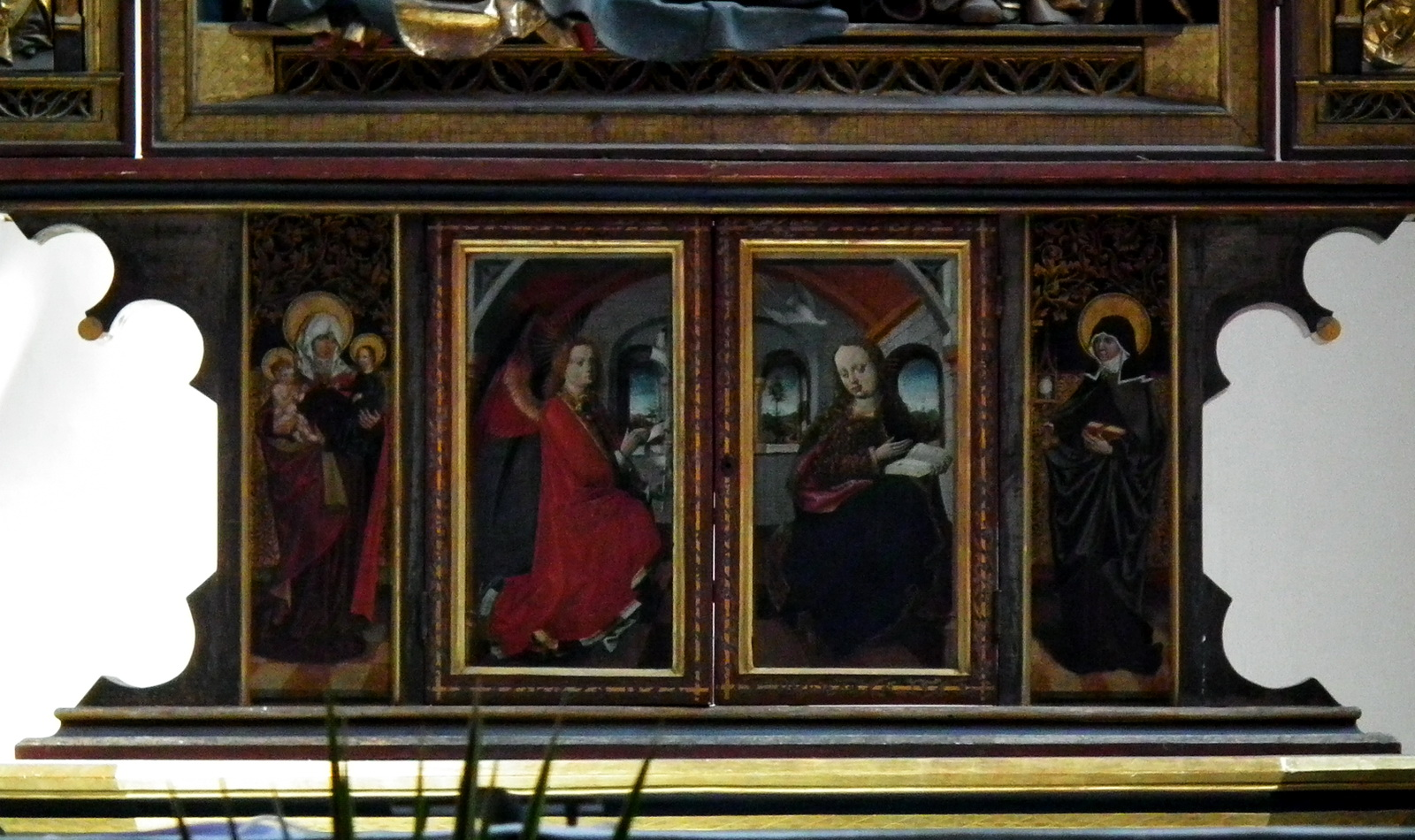
La predella dello stesso.

Nella sua educazione l'arte sveva ebbe un ruolo fondamentale, così come lo ebbero l'ispirazione e l'insegnamento forniti dalle migliori maestranze locali, come lo stesso Michael Pacher ed il Maestro di Uttenheim. Non bisogna dimenticare inoltre l'enorme importanza delle incisioni del Maestro E.S. e di Martin Schongauer, che furono per Klocker una grandissima fonte di ispirazione per quanto riguarda l'iconografia delle sue opere. 
Hans Klocker si attesta come un artista di successo e di grande prestigio pubblico tanto da venire eletto borgomastro di Bressanone per due anni consecutivi (1497 e 1498). 
Nella sua città diresse una fiorente bottega, in grado di rispondere alle numerose commissioni giunte da tutto l'Alto Adige che confermano la stima e la considerazione di cui godeva non solo nella sua città ma su tutto il territorio sudtirolese. Nella cerchia di maestranze che lo affiancavano si formarono a loro volta altri giovani artisti che continuarono poi in modo autonomo l'attività.
Le opere di Klocker sono caratterizzate da un evidente realismo tipico dell'arte nordica, raffinate nelle proporzioni, nell'espressività dei volti e nelle cromie.
Hans Klocker emerge quale esempio di artista fortemente radicato alla realtà locale, dotato di spiccata personalità, in grado di rappresentare personaggi ed eventi con grande efficacia e particolare sensibilità. I suoi personaggi sono caratterizzati da espressioni e volti popolareschi ripresi dalla realtà quotidiana dei contadini e degli artigiani del luogo, che assumono il ruolo di protagonisti nelle “sacre rappresentazioni” scolpite e dipinte dall’artista.
Le opere principali di Klocker sono costituite da altari lignei a portelle di complessa fattura.

## Opere

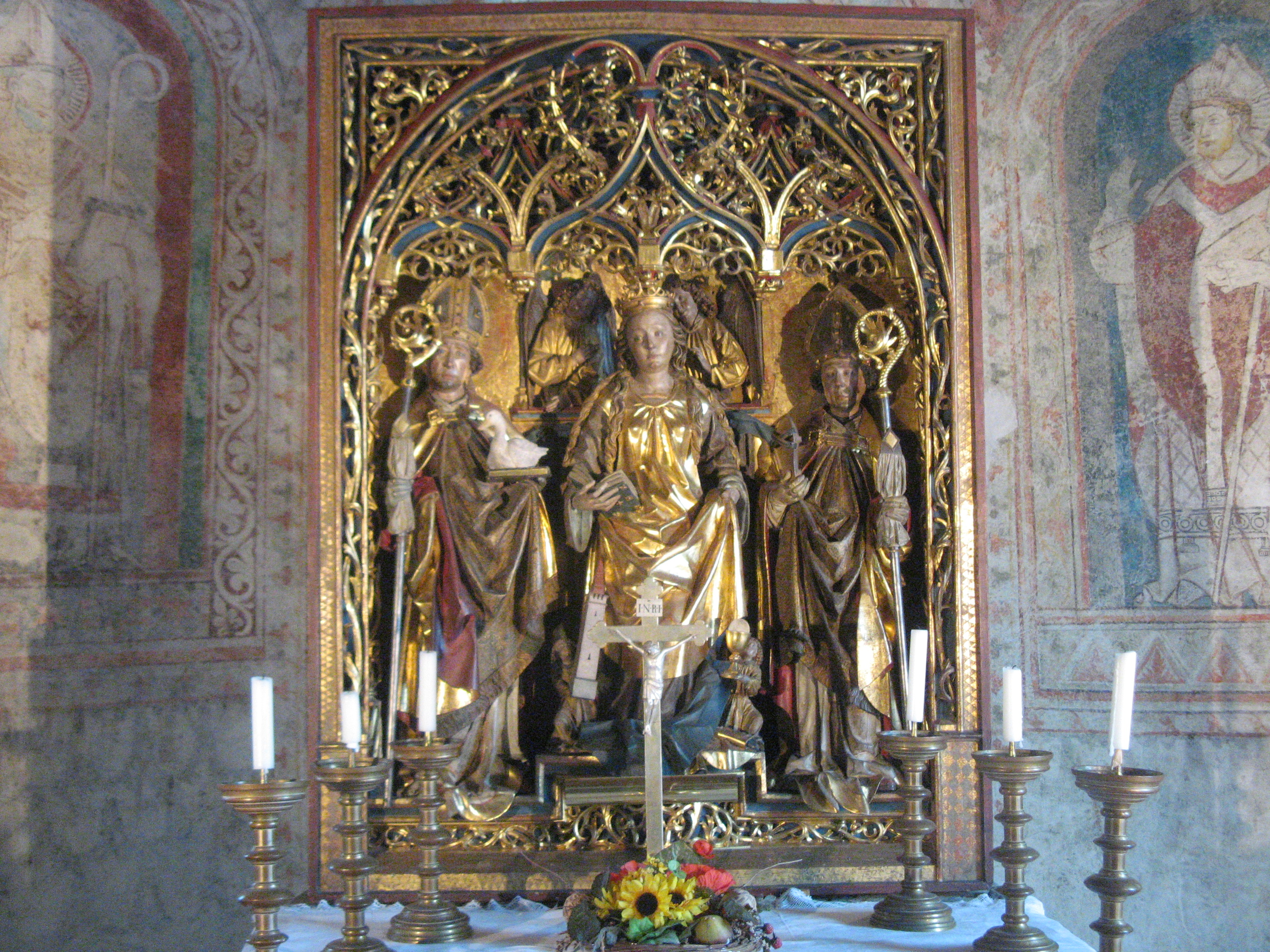
LAltare di Santa Barbara a Castel Tirolo.

Di questo artista sono giunti fino a noi alcuni altari in ottimo stato di conservazione. Tra essi vanno menzionati:
- Altare della Natività per la Parrocchiale di Termeno, 1485-90, oggi al Bayerisches Nationalmuseum di Monaco di Baviera
- Gruppo della Madonna dall'ex altare della Parrocchiale di San Leonardo in Passiria, 1485-90, oggi al Castello del Belvedere di Vienna
- Altare della parrocchiale di Pinzano, comune di Montagna, 1490
- Polittico della Parrocchiale di Caldaro, 1498, ora distribuita su più raccolte
- Altare di Santa Barbara per la Cappella di Santa Barbara a Castelfeder, 1500 circa, oggi nella cappella di Castel Tirolo
- Altare della natività nella Chiesa dei Francescani a Bolzano, 1500 circa
- Altar maggiore, Parrocchiale di Hirschegg-Pack, 1503, statue in loco e parte al Museo Diocesano di Graz